# Lutz Kühnlenz

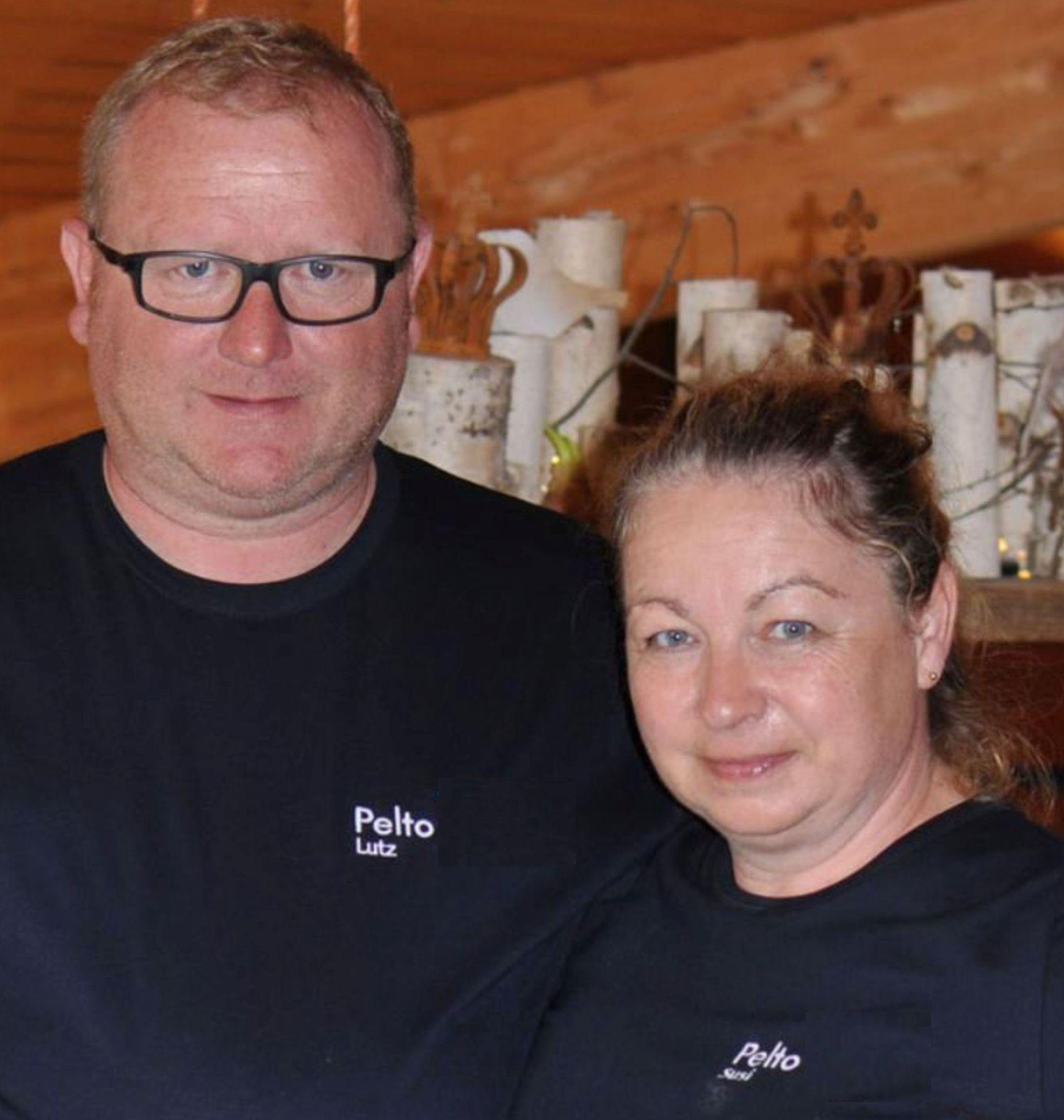
Lutz und Susanne Kühnlenz 2017

Lutz Kühnlenz (* 24. Juni 1965 in Ilmenau) ist ein ehemaliger deutscher Rennrodler.

## Leben
Einer kinderreichen Familie entstammend wurde sein sportliches Talent früh erkannt und in der Kinder- und Jugendsportschule (KJS) in Oberhof gefördert, wo er auch das Abitur ablegte.
Schon als Jugendlicher spezialisierte er sich im Rennrodeln auf den Doppelsitzer und war bereits als 18-Jähriger mit seinem Partner, René Keller, Vizeeuropa- und Vizeweltmeister bei den Junioren. 1982 wurden sie in Oberwiesenthal DDR-Meister und in Oberhof 1985 und 1986 jeweils DDR-Vizemeister. Neben mehreren Siegen bei Weltcuprennen war der größte Erfolg der beiden für den ASK Vorwärts Oberhof startenden Rodler die Silbermedaille bei der Weltmeisterschaft 1985.
1986 heiratete Kühnlenz die Rennrodlerin Susanne Chitry. Obgleich Kühnlenz mit seinem Partner bei der WM 1987 in Innsbruck noch den sechsten Platz erreichte, und die vorolympischen Tests für Calgary 1988 unter anderem mit einem Weltcupsieg erfolgreich bestritt, wurde Kühnlenz nach einer zunächst bewilligten aber überraschend widerrufenen Reise seiner Ehefrau ins „nichtsozialistische Ausland“ kurz vor den Olympischen Spielen der „Leistungsauftrag“ entzogen, und Kühnlenz konnte seine sportliche Laufbahn nicht fortsetzen. 1990 erwarb er an der Deutschen Hochschule für Körperkultur in Leipzig sein Diplom als Sportlehrer.
Nach Beendigung seiner sportlichen Laufbahn gründete Lutz Kühnlenz zusammen mit seiner Frau ein Saunaunternehmen in Sohnstedt und engagierte sich ehrenamtlich in verschiedenen Gremien; unter anderem im Vorstand des Deutschen Saunabundes. Das Ehepaar hat zwei Söhne.

## Erfolge (Auswahl)
Kühnlenz erreichte u. a. folgende Erfolge:

### Junioren
- Europameisterschaft 1983 in Innsbruck: 2. Platz
- Weltmeisterschaft 1984 in Bludenz: 2. Platz

### Senioren
- Weltcup-Siege
  - 1983/84: Königssee
  - 1984/85: Hammarstrand
  - 1985/86 und 1986/87: Oberhof
- Weltmeisterschaft 1985 in Oberhof: 2. Platz

## Ehrungen
- Vaterländischer Verdienstorden in Silber[4]